# 人造奶油

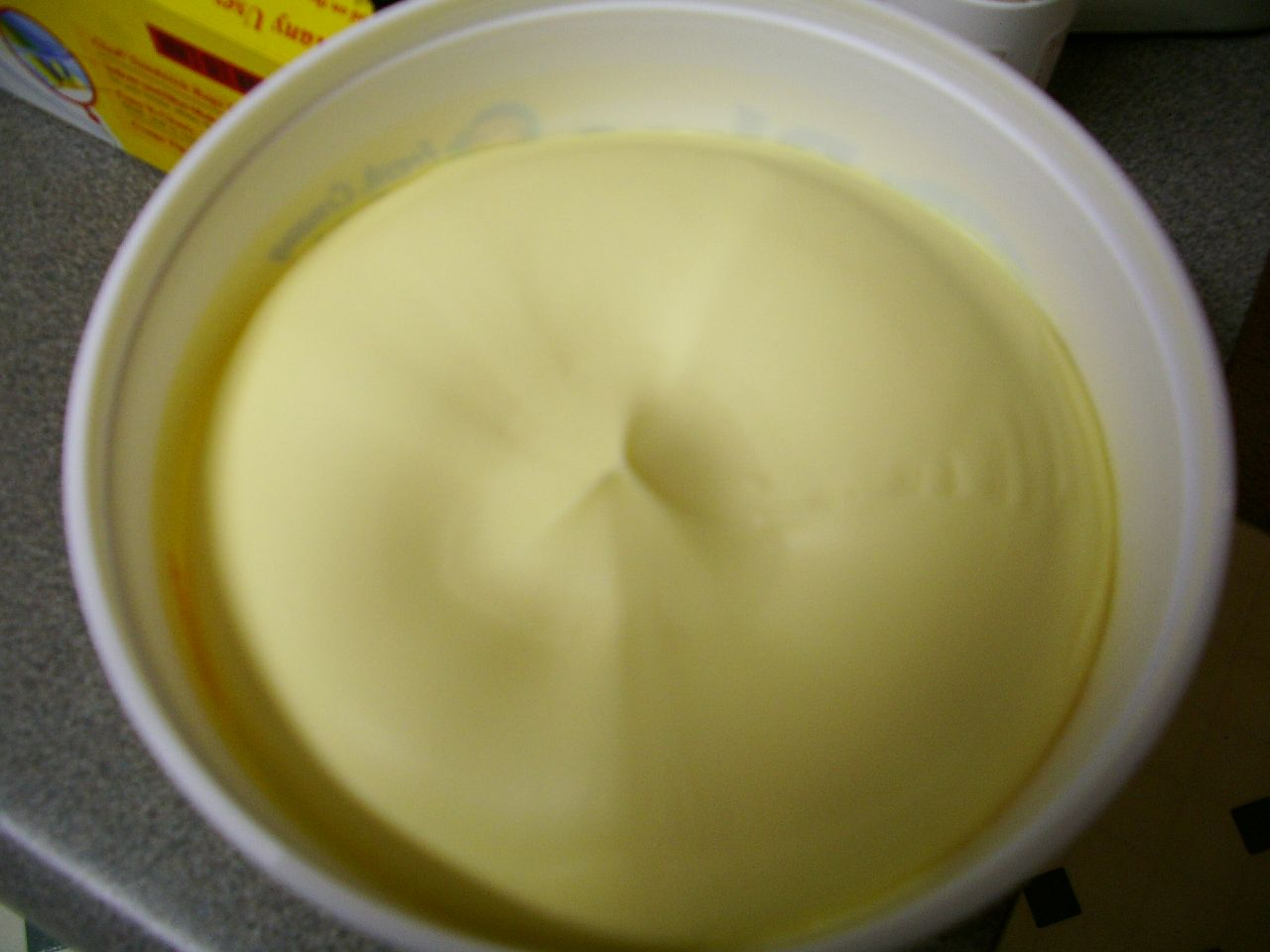
一碗瑪琪琳

人造奶油（法語：Margarine，音譯作麦淇淋、瑪琪琳、馬芝蓮、瑪雅琳、瑪芝蓮）為一種植物油抹酱，用於塗醬、烘焙和烹調。1869年由法國化學家伊波利特·梅热·穆列斯發明，以應對拿破崙三世的挑戰：為武裝部隊和下層民眾製造黄油替代品，只是當時並未使用食用油氫化技術。食用油的氫化處理（氫化脂肪）由德國化學家威罕·諾門所發明，並於1902年取得專利。
过去的人造奶油多经植物油氢化增加饱和脂肪酸含量制成硬质的脂肪，其代表有起酥油等。现在也有一些软质的人造奶油。

## 工艺
人造奶油由多种植物油脂乳化混合而成，配以脱脂奶冷却固化并加工改良质地做成。植物油脂可以通过分提、互酯化（酯交换）、氢化等方式预先改变性质。

## 合適烹調法
不同等級材料、搾法、等級的食油有不同冒煙點，宜加考慮用於合適烹調法。
人造牛油多用於塗抹麵包。

## 营养

### 胆固醇
因牛油具有膽固醇，曾經有人認為不含膽固醇的植物牛油較為健康，因而改用植物牛油，亦有素食者以人造牛油或植物牛油代替牛油。

### 反式脂肪
人造牛油或植物牛油的製作過程中可能需要把脂肪氫化。如果氫化不完全，留有的不饱和脂肪會有一部份轉為人造反式脂肪，而人造反式脂肪比飽和脂肪更不利於人體健康，所以植物黄油只要含有少量的人造反式脂肪，会对人的身体健康造成更大的負面影響，因此以前的植物牛油實際上比牛油更不健康（天然乳製品含有少量對身體有益的天然反式脂肪異油酸）。不過近年來的新製程可以製造出反式脂肪極低或零的植物奶油。植物奶油制品会在营养成分表中表明人造反式脂肪的含量。

## 立法
由于人造牛油经常用于替代牛油，一些有对其进行营养强化的规定，以期提供与牛油含量相近的脂溶性维生素。澳大利亚规定人造牛油无论软硬都需含有至少 55 μg/kg (=2200 IU/kg) 的维生素D，一些欧盟国家也有类似的立法。
中華民國衛生福利部於2016年4月22日發布訂定「食用氫化油之使用限制」，自2018年7月1日起，食品中不得使用不完全氫化油，違者將處以新臺幣3萬元以上300萬元以下罰鍰。英国也有此类规定。

## 致癌物質
2018年4月，香港消費者委員會測試30款較常見的預先包裝牛油、植物牛油及相關產品的樣本，驗出16款樣本含污染物3-氯-1,2-丙二醇及18款含有基因致癌物環氧丙醇。